# Lipowskij (obwód saratowski)
Lipowskij (ros. Липовский) – osiedle w Rosji, w obwodzie saratowskim, w rejonie ozińskim. W 2010 liczyło 688 mieszkańców.